# Definição de antissemitismo da IHRA
A definição de antissemitismo da IHRA é a declaração não juridicamente vinculante, adotada pela Aliança Internacional de Memória do Holocausto (conhecida pelo seu acrônimo em inglês, IHRA), em 2016, que define o antissemitismo. É também  conhecida como definição operacional ou definição de trabalho de antissemitismo da IHRA (abreviadamente IHRA-WDA, do inglês International Holocaust Remembrance Alliance - Working Definition of Antisemitism). Foi publicada pela primeira vez em 2005 pelo Observatório Europeu do Racismo e da Xenofobia (EUMC), atual Agência dos Direitos Fundamentais da União Europeia. A definição operacional é acompanhada de 11 exemplos ilustrativos, sete dos quais relacionados à crítica a Israel, que a IHRA descreve como orientadores de seu trabalho sobre antissemitismo.
A definição foi desenvolvida entre 2003 e 2004. Um esboço foi publicado pela primeira vez no site do EUMC, sem revisão, em 28 de janeiro de 2005.  Em novembro de 2013, a agência sucessora do EUMC, a Agência de Direitos Fundamentais, removeu-o de seu site em “uma limpeza de documentos não oficiais”.  Em 26 de maio de 2016, a definição operacional foi adotada pelo Plenário da IHRA (composto por representantes de 31 países) em Bucareste, Romênia. Posteriormente, ela foi adotada pelo Parlamento Europeu e por outros órgãos nacionais e internacionais, embora nem todos tenham incluído os exemplos ilustrativos. Segundo a  IHRA,  antissemitismo é  "fazer alegações mentirosas, desumanizantes, demonizadoras ou estereotipadas sobre os judeus ou sobre o poder dos judeus como grupo" e também é "culpar os judeus por as ‘coisas darem errado'"; é "...uma certa percepção dos judeus, que pode ser expressa como ódio contra os judeus. As manifestações retóricas e físicas do antissemitismo são direcionadas a indivíduos judeus ou não judeus e  suas propriedades, a instituições comunitárias judaicas e instalações religiosas." As organizações pró-israelenses têm defendido a adoção legal em todo o mundo da definição operacional da IHRA. 
Os exemplos relacionados a Israel têm sido criticados por acadêmicos, inclusive juristas, que afirmam que tais exemplos frequentemente servem para usar o antissemitismo como arma para sufocar a liberdade de expressão relacionada à crítica das ações e políticas do governo de Israel. Controvérsias de alto nível ocorreram no Reino Unido em 2011 com a University and College Union  e com o Partido Trabalhista em 2018. Os críticos afirmam que os pontos fracos da definição de trabalho podem se prestar a abusos, que ela pode obstruir a campanha pelos direitos dos palestinos e que é muito vaga. Kenneth S. Stern, que contribuiu para o rascunho original, opôs-se à utilização da definição como arma nos campi universitários de forma a prejudicar a liberdade de expressão.   A controvérsia sobre a definição da IHRA levou à criação da Declaração de Jerusalém sobre Antissemitismo e do Documento Nexus, os quais fazem distinções expressas entre antissemitismo e crítica a Israel.

## Leitura complementar
- Byford, Jovan (10 de janeiro de 2021). «Understanding the IHRA definition of antisemitism». Wonkhe
- Feldman, David. Sub-Report commissioned to assist the All-Party Parliamentary Inquiry into Antisemitism. Institute for Jewish Policy Research. 1 January 2015
- Iganski, Paul (2009). «Conceptualizing Anti-Jewish Hate Crime». In:  Perry, Barbara A. Hate Crimes. [S.l.]: Greenwood Publishing Group. ISBN 978-0-275-99569-0
- "Knesset finally adopts IHRA definition of antisemitism" ; Zvika klein; The Jerusalem Post, 23 de junho de 2022.
- Whine, Michael (outono de 2018). «Applying the Working Definition of Antisemitism». Justice (61). pp. 9–16

## Ligação externa
- «Sítio oficial» da IHRA